# Station Egna-Termeno Neumarkt-Tramin
Station Egna-Termeno Neumarkt-Tramin is een spoorwegstation aan de Brennerspoorlijn in de gemeente Tramin an der Weinstraße tegen de grens van de gemeente Neumarkt gelegen. (Italië-Zuid-Tirol).
De stationsnaam wordt volgens de regels van Trenitalia in het Italiaans aangegeven, gevolgd door het Duits als lokale taal.